# Kościół św. Katarzyny i bł. Matki Karłowskiej w Smogulcu
Kościół Świętej Katarzyny i błogosławionej Matki Karłowskiej w Smogulcu – rzymskokatolicki kościół parafialny znajdujący się we wsi Smogulec, w województwie wielkopolskim.

## Historia
Pierwotny kościół spłonął podczas pożaru miasta w 1613 roku. Obecna gotycko-renesansowa świątynia została zbudowana w latach 1617–1619 z fundacji Jana Wierzbięty Smoguleckiego. W 1642 roku została konsekrowana przez bpa Jana Madalińskiego. Przebudowano ją w końcu XIX w. i wtedy też dobudowano ostatnią kondygnację wieży, zwieńczonej hełmem neobarokowym z blachy miedzianej, wzorowanym na hełmie wieży srebrnych dzwonów katedry wawelskiej. Na uwagę zasługują trzy późnorenesansowe portale z piaskowca: główny w wieży od północy z bogatym bramowaniem z wolut i ornamentów okuciowych i z prezbiterium do zakrystii. Chór muzyczny wykuto w 1618 r. w piaskowcu. Późnorenesansowy ołtarz główny z około 1620 r. ozdobiony jest obrazami i rzeźbami z XVII w. pochodzącymi ze szkoły włoskiej. Do kościoła przylega rodowa kaplica grobowa Hutten-Czapskich dobudowana w latach 1876 – 1879. W krypcie marmurowe sarkofagi rodziny Hutten-Czapskich.